# مخاطبة الشباب حول الأدب اليوناني
مخاطبة الشباب حول الأدب اليوناني (بدلاً من ذلك، "مخاطبة الشباب حول كيفية الاستفادة من الأدب اليوناني (بالإغريقية: Πρὸς τοὺς νέους, ὅπως ἂν ἐξ ἑλληνικῶν ὠφελοῖντο λόγων)‏ Pros tous neous, hopōs an ex Hellēnikōn ōphelointo logōn )) هو نص بقلم باسيليوس القيصري. على الرغم من شهرته بكتاباته الدينية، حثّ باسيليوس في هذا النصّ على الفضيلة ودراسة النصوص اليونانية بشكلٍ انتقائيّ، وطمأن قراءه الشباب أنه على الرغم من أصلهم الوثني، حيث كان الشعراء والمؤرخون والفلاسفة متوافقين تمامًا مع الأرثوذكسية في الفكر المسيحي، أنّ دراستهم قد تُساهم في غرس الفضيلة، شأنها شأن رؤية انعكاس الشمس في الماء قبل رؤية الشمس نفسها..

## التاريخ
ربما ألقى باسيليوس الخطاب إما في عام 363 أو عام 364. كما يوحي الاسم، فهو يستهدف جمهور الشباب. وينتمي العمل إلى مجموعة خطب باسيليوس ذات الرقم الثاني والعشرين.
ويرتبط عمل باسيليوس بالنقاش الذي دار خلال العصور المسيحية القديمة المتأخرة حول العلاقة بين اللاهوت المسيحي والأدب الوثني القديم والفلسفة. وفي هذه المناقشة اتخذ البعض موقفًا سلبيًا للغاية تجاه كل التفكير الوثني. ومن ناحية أخرى رأى البعض، مثل "يوستينوس الشهيد" وباسيليوس، أن الأدب الوثني يمكن استخدامه أيضًا لتحقيق مكاسب بقدر ما يحتوي على أجزاء من الحقيقة.
وقد ترجمت الكلمة من قبل الراهبة كريستودولي إلى عمل «تعليم عظات القديس باسيليوس الكبير» عام 1994. وسابقاً كانت الكلمة تُترجم إلى «ما فائدة الأدب اليوناني للشباب» وبقلم "كارلي هيرفونن" كجزء من لوكيانوس من الترجمة الفنلندية لعام 1977 للعمل يجب كتابة تاريخ ميتن.

## الطبعات والتعليقات
- إدوارد ر. مالوني، «القديس باسيليوس الكبير للطلاب في الأدب اليوناني» (بالإنجليزية: St. Basil the Great to students on Greek literature)‏ ، مع الملاحظات والمفردات، نيويورك: شركة الكتاب الأمريكية، 1901 (عبر الانترنت )
- جورج بوتنر، «كلمات القديس باسيليوس الكبير في وعظ الشباب حول الاستخدام المفيد للأدب الوثني» (بالألمانية: Basileios des Grossen Mahnworte an die Jugend uber den nützlichen Gebrauch der heidnischen Literatur)، ميونيخ، 1908 ( عبر الانترنت )
- روي ج. ديفيراري، «القديس باسيليوس عن قيمة الأدب اليوناني» (بالإنجليزية: Saint Basil on the value of Greek literature)‏ المجلد. 4، مكتبة لوب الكلاسيكية [الإنجليزية]، 1934 ( على الانترنت )
- فرناند بولينجر، «للشباب حول كيفية الاستفادة من الرسائل الهيلينية» (بالفرنسية: Aux jeunes gens sur la manière de tyrer profit des Lettres helléniques)‏ ، مجموعة بودي [الإنجليزية]، باريس، 1935 (إعادة طبع 1952، 1965، 2002)
- ويلسون،«القديس باسيليوس حول قيمة الأدب اليوناني» (بالإنجليزية: Saint Basil on the value of Greek literature)‏، لندن: داكوورث، 1975،(ردمك 0-7156-0924-6)
- ماريو نالديني، «باسيليوس القيصري: خطاب للشباب (خطبة المراهقين الإعلانية)»(بالإيطالية: Basilio di Cesarea: Discorso ai Giovani (Oratio ad adolescentes))‏، مكتبة باتريستيكا 3، مع النسخة اللاتينية لليوناردو بروني، فلورنسا: نارديني، 1984

## روابط خارجية
- النص اليوناني والترجمة الفرنسية
- النص اليوناني مع روابط البحث في القاموس (الإنجليزية) على موقع نصوص الكنيسة المبكرة
- الترجمات الإنجليزية: عبر. باديلفورد ( كتب جوجل )، عبر. التأجيل
- مقالات عن الأهمية: فريدريك مورجان باديلفورد ، بلومفيلد جاكسون